# Гаджиев, Гаджи Гянджали оглы
Гаджи Гянджали оглы Гаджиев (азерб. Hacı Gəncəli oğlu Hacıyev; 1913, Джебраильский уезд — 30 ноября 1979, Баку) — советский азербайджанский государственный и партийный деятель, Герой Социалистического Труда (1948).

## Биография
Родился в 1913 году в селе Ял-Пирахмедли Джебраильского уезда Елизаветпольской губернии (ныне Физулинский район Азербайджана).
Окончил Закатальский сельскохозяйственный техникум (1928) и Азербайджанский сельскохозяйственный институт имени Агамали оглы (1933).
С 1933 года главный агроном Карягинского районного земельного отдела. На этой должности Гаджи Гаджиев применял передовые изобретения советских агрономов, новые методы агротехники в выращивании сельскохозяйственных культур. С 1941 года заведующий земельным отделом, с 1946 года заведующий районным отделом сельского хозяйства, в 1947 году обеспечил своей работой перевыполнение в целом по району планового сбора урожая хлопка на 48,1 процент. С 1948 года заведующий Мир-Баширским районным отделом сельского хозяйства, где создал ряд новых колхозов. В 1952—1954 годах начальник Треста плодовых теплиц Министерства сельского хозяйства Азербайджанской ССР, с 1955 года председатель исполкома Карягинского районного Совета депутатов трудящихся, позже главный агроном Отдела по охране растений Министерства сельского хозяйства республики.
Указом Президиума Верховного Совета СССР от 10 марта 1948 года за получение в 1947 году высоких урожаев хлопка Гаджиеву Гаджи Гянджали оглы присвоено звание Героя Социалистического Труда с вручением ордена Ленина и золотой медали «Серп и Молот».
Активно участвовал в общественной жизни Азербайджана. Член КПСС с 1944 года. Депутат Верховного Совета Азербайджанской ССР 4-го созыва.
Скончался 30 ноября 1979 года в Баку.